# 86式えい航式パッシブソーナーOQR-1
86式えい航式パッシブソーナーOQR-1は、海上自衛隊の曳航ソナー。アメリカ海軍のAN/SQR-19にほぼ匹敵するものとされており、通称も同じTACTASSである。

## 概要
海上自衛隊、特に護衛艦部隊は、創設以来連綿とアクティブ対潜戦を主体とし、第4次防衛力整備計画の時点で、その戦術技量は極めて高いレベルに達していた。このこともあって、技術研究本部での国内開発もアクティブ・ソナーが先行し、昭和40年度に66式探信儀 OQS-3、昭和49年度に75式探信儀 OQS-101が開発された。
一方、パッシブ・ソナーについてはやや研究が遅れたものの、1964年7月には第5研究所第1部に音響第4研究室が設置され、研究が本格化した。1965年には大瀬実験所沖に設置された実験用パッシブ・ソナーを中心として、基礎研究が急速に進展し、その成果はまず潜水艦用のZQQ-1として結実し、3次防のうずしお型（42SS）に搭載された。
1966年頃にはアメリカ海軍の第1世代TASSであるAN/SQR-14に関する情報がもたらされ、これを参考にしつつ、1968年より基礎研究が開始された。1970年に1次、1973年に2次、1977年に3次試作が実施された。この間、アメリカ海軍からは、断続的にAN/SQR-19についての情報がもたらされた。また昭和51年度から56年度で「えい航式パッシブソーナー（TASS）の研究」が行なわれた。
これらの研究成果・情報資料を受けて、1978年、海上幕僚監部は開発要求見積書（期待性能）を発出し、沖電気工業を主担当会社として本格的な開発に着手した。1982年に海上幕僚監部が発出した技術開発要求書（要求性能）を受けて、技術開発官（船舶担当）第5開発室では、同年度および昭和58年度に試作を行い、昭和58年度より昭和59年度に技術試験、昭和60年度に実用試験が行なわれた。開発にあたっては曳航式アレイの雑音の低減が重大課題となり、試行錯誤を経て、国産化を断念するか否かのタイムリミット間近でブレークスルーに至った。受波器の感度抑制手段が確立されたことでこの問題は解決され、1986年夏にハワイで行われた日米制服組の会合で成果が発表されて、日本での国産化を日米両政府に納得させるに至った。技術試験および実用試験のうち、吊下揚収性能・探知性能試験は特務艦「むらさめ」の艦上で行なわれ、良好な成果が得られた。
このことから、昭和61年度に86式えい航式パッシブソーナーOQR-1として制式化された。制式化は61年度だったが、この時点で建造開始直後で工程に余裕があったことから、あさぎり型護衛艦の昭和60年度計画分（60DD）3隻から搭載が実現したほか、既に就役していたあさぎり型の全艦、およびはつゆき型護衛艦の一部の艦にもバックフィットされた。本州東方海域での演習の際に得られた探知は全て第2・3CZという超長距離であり、水雷長は「こんなに正直な対潜武器に巡り合ったことは初めて」と評するほどであった。またアメリカ海軍との共同演習では、同条件であればAN/SQR-18よりも安定した探知を得ることができた。一方でこれらの第1世代DDの後甲板は吃水線上約1.5メートル程度の高さに過ぎず、またTASS揚収時には減速する必要があるために波やうねりに追いかけられる状況が生起しやすくなることから、特に夜間・荒天時の作業は安全確保上特別の配慮が必要であった。
その後、むらさめ型（03DD）および「みょうこう」（03DDG）より新型のOQR-2が搭載された。これはOQR-1と比してアレイの径が細く、その分長さを伸ばして性能を向上させたものとされている。